# Al Bano
Albano Carrisi Ottino, más conocido como Al Bano (Cellino San Marco, Brindisi, Apulia; 20 de mayo de 1943), es un cantante popular italiano.
Estuvo casado durante casi tres décadas  (1970-1999) con la actriz y cantante estadounidense Romina Power, con quien formó un dúo musical y con quien tuvo cuatro hijos: Ylenia Maria Sole (1970-1994), Yari Marco (1973), Cristèl Chiara (1985) y Romina Iolanda (1987).

## Biografía
Nació en el seno de una familia de agricultores humildes, sus padres fueron Carmelo Carrisi (1914-2005) y Iolanda Ottino (1923-2019). Le llamaron Albano porque Carmelo había combatido para el Regio Esercito en Albania durante la Segunda Guerra Mundial. Tiene un hermano, llamado Franco Carrisi (1947-).
Debutó en el mundo de la canción en el Festival de la Rosa en 1966 y en la televisión en Settevoci, programa presentado por Pippo Baudo. En 1967 obtuvo su primer éxito con la canción «Nel sole», que obtiene el primer lugar de la lista de éxitos de ventas de 45 RPM en Italia. Seguidamente canta «Io di notte», «L'oro del mondo» e «Il ragazzo che sorride», última canción escrita por Mikis Theodorakis que se inspira en los trágicos eventos en Grecia de 1967, con la instalación del poder del Régimen de los Coroneles.
En 1968 participó por primera vez en el Festival de San Remo con «La siepe» y la crítica le otorgó el Premio Especial de la Mejor Canción. En 1969, participó en el concurso Un disco per l'estate con «Pensando a te» (Pensando en ti).
El 26 de julio de 1970 se casó con la cantante Romina Power, con quien había cantado el dúo Storia di due innamorati ("Historia de dos enamorados"). Ella tenía 18 años y él 27. Tuvieron cuatro hijos:
- Ylenia Maria Sole, nacida el 29 de noviembre de 1970 - desaparecida el 6 de enero de 1994 en Nueva Orleans (EE. UU.). Declarada oficialmente fallecida en 2013.
- Yari Marco, nacido el 21 de abril de 1973.
- Cristèl Chiara, nacida el 25 de diciembre de 1985.
- Romina Iolanda, nacida el 1 de junio de 1987.

En 1975, interpretaron Dialogo (Diálogo) y en 1976 participaron en el Festival Eurovisión con la canción «We'll live it all again» (Lo viviremos todo de nuevo).
En 1981, interpretaron «Sharazan» y al año siguiente tomaron parte en San Remo con «Felicitá» (Felicidad), que se clasificó en segunda posición. En 1984 ganan el Festival de San Remo con la canción Ci sarà  y en 1985, a Eurovisión, con «Magic Oh Magic».
En 1987, aparecen los discos, Nostalgia canaglia (Nostalgia canalla), tercero en San Remo, y Libertà (Libertad). Sigue luego Cara terra mia, otra vez tercero en San Remo, en 1989. En 1991, la pareja interpreta en el Festival «Oggi sposi».
En 1991, cuando se publicó el álbum Dangerous, de Michael Jackson, Al Bano afirmó que la canción «Will You Be There» era un plagio de una canción suya de 1987, «I cigni di Bálaka». En 1995, Al Bano entabló una querella. Un experto en musicología determinó que 37 notas de 40 eran idénticas. En mayo de 1999, un tribunal romano acusó a Michael Jackson de plagio, y lo condenó a pagar una multa de 4 millones de liras. En un proceso civil, Al Bano también fue citado por un tribunal milanés que encontró que Michael Jackson era inocente del cargo de violación de derechos de autor, porque tanto la canción de Jackson como la de Al Bano estaban «privadas de originalidad» ya que ambas estaban vagamente inspiradas en antiguos blues estadounidenses. Los técnicos indicaron también los títulos que podrían haber inspirado tanto a Jackson como a Al Bano: «Tell hope», «Bless you» y «Just another day wasted away».
En 1996, Al Bano comenzó una carrera en solitario con È la mia vita (Es mi vida), seguida de Verso il sole en 1997 y Ancora in volo (Aún en vuelo) en 1999. El 6 de enero de 1994 desapareció en Nueva Orleans su hija Ylenia Carrisi lo cual marcó un antes y un después en su vida y desencadenó la ruptura matrimonial con su esposa Romina Power Luego empieza una convivencia con la presentadora de televisión Loredana Lecciso desde 2001 hasta noviembre de 2005, y con quien tuvo dos hijos: Jasmine Caterina (2001-) y Albano Giovanni Bido (2002-). En el año, 2000 acude simbólicamente a Eurovisión realizando los coros a la delegación de Suiza.
El 16 de octubre de 2001, Al Bano Carrisi fue nombrado Embajador de Buena Voluntad de la Organización de las Naciones Unidas para la Agricultura y la Alimentación (FAO).
Su relación con Loredana Lecciso llevó al cantante a aparecer a menudo en programas de televisión y en la prensa del corazón, a veces incluso contra su voluntad, hasta el punto de dar un puñetazo a un invitado en La vita in diretta. Participó en la tercera edición de la emisión de telerrealidad de RAI denominada La isla de las celebridades, pero cuando estaba en Samana, Loredana declaró la voluntad de abandonarlo y partir con sus dos hijos. Por consiguiente, abandonó voluntariamente la emisión en el episodio del 19 de octubre de 2005. Su relación con Loredana Lecciso y su participación en la emisión de telerrealidad contribuyó, indudablemente, a relanzar su popularidad en Italia, disminuida en los últimos años posiblemente a causa de las malas elecciones artísticas que explotaban mal su voz.
En noviembre de 2006, la editorial Mondadori publicó su autobiografía, escrita a cuatro manos con Roberto Allegri È la mia vita ("Es mi vida", del título de la canción de 1996). Curiosamente, para hablar de sus parejas, Romina y Loredana, decidió dejar dos páginas en blanco.
Hereda de su padre, Carmelo Carrisi (fallecido en 2005 a los 90 años), la empresa vinícola Tenute Carrisi. Explota sus conocimientos de marketing y de viticultura para relanzar su marca, que actualmente es conocida en el mundo entero. En homenaje a su padre, llamó a uno de sus vinos "Don Carmelo". La empresa también abrió una pizzería.
En los últimos años se dedica a sus tierras y a patrocinar al equipo New Basket Brindisi (Nuevo Baloncesto Brindisi), que participa en el campeonato italiano de serie B1.
Participó con la canción «Nel perdono» en el Festival de San Remo de 2007; allí se encontró con Romina Power después de diez años, aunque ya se habían visto en algunas ocasiones.
Participa en el Festival de Sanremo de 2017 con la canción «Di rose e di spine».
En 2020, participa en el programa Mask Singer interpretando a Girasol y siendo el octavo desenmascarado.

## Discografía
- 1967 Nel sole
- 1968 Il ragazzo che sorride
- 1969 Pensando a te
- 1970 A cavallo di due stili
- 1970 Gigantes de la canción
- 1972 1972
- 1973 Su cara, su sonrisa
- 1974 Antología (2 CD)
- 1975 Atto I (junto a Romina Power)
- 1975 Diálogo (junto a Romina Power)
- 1976 Des nuits entières (junto a Romina Power)
- 1978 1978 (junto a Romina Power)
- 1978 Si tú no estás... hay amor
- 1978 Qualcosa tra di noi (junto a Romina Power)
- 1979 Aria pura (junto a Romina Power)
- 1981 Sharazan (junto a Romina Power)
- 1982 Felicità (junto a Romina Power)
- 1982 Che angelo sei (junto a Romina Power)
- 1982 13+3(junto a Romina Power)
- 1982 Libra (junto a Romina Power)
- 1983 Amore mio (junto a Romina Power)
- 1984 The Golden Orpheus Festival (junto a Romina Power)
- 1984 Effetto amore (junto a Romina Power)
- 1986 Sempre sempre (junto a Romina Power)
- 1987 Libertà!   (junto a Romina Power)
- 1988 Fragile (junto a Romina Power)
- 1990 Fotografia di un momento  (junto a Romina Power)
- 1990 Weihnachten Bei Uns Zu Hause (junto a Romina Power)
- 1991 Le più belle canzoni  (junto a Romina Power)
- 1993 Notte e giorno  (junto a Romina Power)
- 1995 Emozionale  (junto a Romina Power)
- 1996 Ancora … Zugabe  (junto a Romina Power)
- 1997 Concerto classico
- 1997 Verso il sole
- 1998 Il nuovo concerto
- 1999 Ancora il volo
- 1999 Volare
- 1999 Grazie
- 2001 Canto al sole
- 2002 Carrisi canta Caruso
- 2004 La mia Italia
- 2004 Buon Natale
- 2005 Le radici del cielo
- 2005 Al Bano I Ego Ledi Vol. 1
- 2005 Al Bano I Ego Ledi Vol. 2
- 2006 Il mio Sanremo
- 2006 Amare e bella
- 2007 Cercami nel cuore della gente
- 2009 La mia opera
- 2009 L'amore è sempre amore
- 2011 Amanda è libera
- 2012 Al Bano canta Italia